# 健全な環境への権利
健全な環境への権利（英語: right to a healthy environment）または持続可能で健全な環境への権利（英語: the right to a sustainable and healthy environment）は、人権団体および環境団体が人間の健康を提供する生態系を保護するために提唱する人権の1つである。この権利は、2021年10月にHRC/RES/48/13で開催された第48回国連人権理事会で承認された。この権利は、しばしば土地擁護者、水の保護者、先住民の権利活動家などの環境擁護者による人権擁護の基礎となる。
健全な環境への権利は、水と衛生への権利、食糧の権利、健康の権利など、他の健康に焦点を当てた人権と相互に関連している。健全な環境への権利は、環境の質を保護するために人権のアプローチを使用している。このアプローチは、他の州や環境自体への影響に焦点を当てた環境規制のような伝統的なアプローチとは対照的に、個々の人間への環境による害の影響に対処するものとなっている。環境保護への別のアプローチとしては、自然の権利がある。これは、人間や企業が享受している権利を自然にも拡大しようとするものである。

## 導入
健全な環境への権利とは、人間が健康で尊厳ある生活を送るために必要な清潔で安全で持続可能な環境に対する権利である。この権利は、気候変動や大気汚染、水質汚染、土壌汚染、生物多様性の喪失など、環境問題によって人間の健康や生存が脅かされている現代社会において、ますます重要性を増している。健全な環境への権利は、国際的な人権文書や国家の憲法によって認められている場合が多いが、まだ普遍的に受け入れられているとは言えない。健全な環境への権利を確立することは、人間だけでなく自然や未来世代にも恩恵をもたらすと考えられているが、一方でその内容や範囲、実現方法についてはさまざまな議論や挑戦が存在する。

## 国際的なアプローチ
歴史的には、世界人権宣言、市民的および政治的権利に関する国際規約、経済的、社会的および文化的権利に関する国際規約などの主要な国連の人権文書は、健全な環境への権利を認めていない。1972年のストックホルム宣言は、その権利を認めてはいるが、法的拘束力のある文書ではない。1992年のリオ宣言は、人権の言葉を使用していないものの、個人は環境問題に関する情報へのアクセス、意思決定への参加、司法へのアクセスが可能でなければならないと述べている。

### 国連人権理事会決議
2021年の第48回会期中に、国連人権理事会は「清潔、健康的で持続可能な環境に対する人権」を認める決議（コスタリカ、モロッコ、スロベニア、スイス、モルディブからなるコアグループによって提案され、コスタリカがペンホルダー）を採択した。グループが人権として宣言したのはこれが初めてのことである。決議には法的拘束力はないが、さらなる検討のために国連総会に提出される。
現在提案されている国連決議である環境のための世界協定が採択された場合、健全な環境への権利を含む最初の国連の人権文書となる。
また、アフリカ人権憲章、アメリカ人権条約、欧州人権条約などの地域的な人権文書や、アフリカ人権委員会、アメリカ州人権委員会、欧州人権裁判所などの地域的な人権機関も、健全な環境への権利を認める判例や決定を出している。これらの文書や機関は、健全な環境への権利を直接的に規定しているわけではないが、他の人権と結びつけて解釈することで、その権利を保障している。
人権と環境に関する国連特別報告者のジョン・H・ノックス（2012–2018）とデビッド・R・ボイド（2018–）は、国際法において、これらの権利を正式なものにする方法について勧告を行っている。この勧告は、2020年に、国連レベルの多くの委員会やニューヨーク市弁護士会などの地元の法務コミュニティによって承認された。

## 国家の役割
健全な環境への権利は、国家に対して二つの種類の義務を課す。一つは、国家が自ら環境を汚染したり破壊したりしないようにする負担義務である。もう一つは、国家が民間企業や個人による環境への害を防止したり監視したりするようにする保護義務である。これらの義務は、国際的な基準や監視に従って実行される必要がある。
現在、110以上の国家が自国の憲法や法律に健全な環境への権利を明記している。これらの国家では、健全な環境への権利が司法上の効力を持ち、市民が政府や企業に対して訴訟を起こすことができる。例えば、コロンビアでは、25人の子供たちが気候変動によって自分たちの生活と未来が脅かされているとして政府を訴えた。2018年4月5日、コロンビア最高裁判所は子供たちの訴えを認め、政府に気候変動対策計画を策定するよう命じた。この判決は、健全な環境への権利と子供の権利という二つの人権を結びつけた画期的なものであった。
一方で、健全な環境への権利を認めていない国家も多く存在する。例えば、日本では、憲法や法律に健全な環境への権利を規定していない
。日本では、環境基本法や環境権利章典などの法案が提出されたことがあるが、いずれも成立していない。日本では、原子力発電所やダムなどの公共事業による環境への影響に対して、市民が訴訟を起こすことがあるが、多くの場合は敗訴するか和解するかしている。日本では、健全な環境への権利を確立するためには、政府や企業だけでなく、市民やNGOも積極的に関与する必要があると言われている。

## 意義と課題
健全な環境への権利を確立することは、人間だけでなく自然や未来世代にも多くの恩恵をもたらすと考えられている。健全な環境への権利は、人間の健康や生活水準を向上させるだけでなく、持続可能な開発目標やパリ協定などの国際的な取り組みにも貢献する。健全な環境への権利は、自然や動物にも尊厳や価値を認めることで、人間中心的な視点から脱却し、より調和的で平等な関係を築くことができる。健全な環境への権利は、未来世代にも同じように健康で尊厳ある生活を送る機会を与えることで、現在世代と未来世代の間の正義を実現することができる。
一方で、健全な環境への権利を確立することにはさまざまな議論や挑戦が存在する。健全な環境への権利は、その内容や範囲が明確に定義されていないため、どのように実現すべきかについて意見が分かれる。健全な環境への権利は、経済発展や社会進歩と対立する場合があり、そのバランスを取ることが難しい。健全な環境への権利は、国際的に普遍的に受け入れられていないため、その施行や監視についても不十分である。健全な環境への権利は、人間以外の存在にも権利を認めることで、人間の優先性や責任を希薄化する可能性がある。
健全な環境への権利は、人権と気候変化への国際的アプローチの中核となっている。気候変化が人権に与える影響は、OHCHRによって、この主題に関して最もよく聞かれる質問を含むファクトシートで提示されている。

## 影響

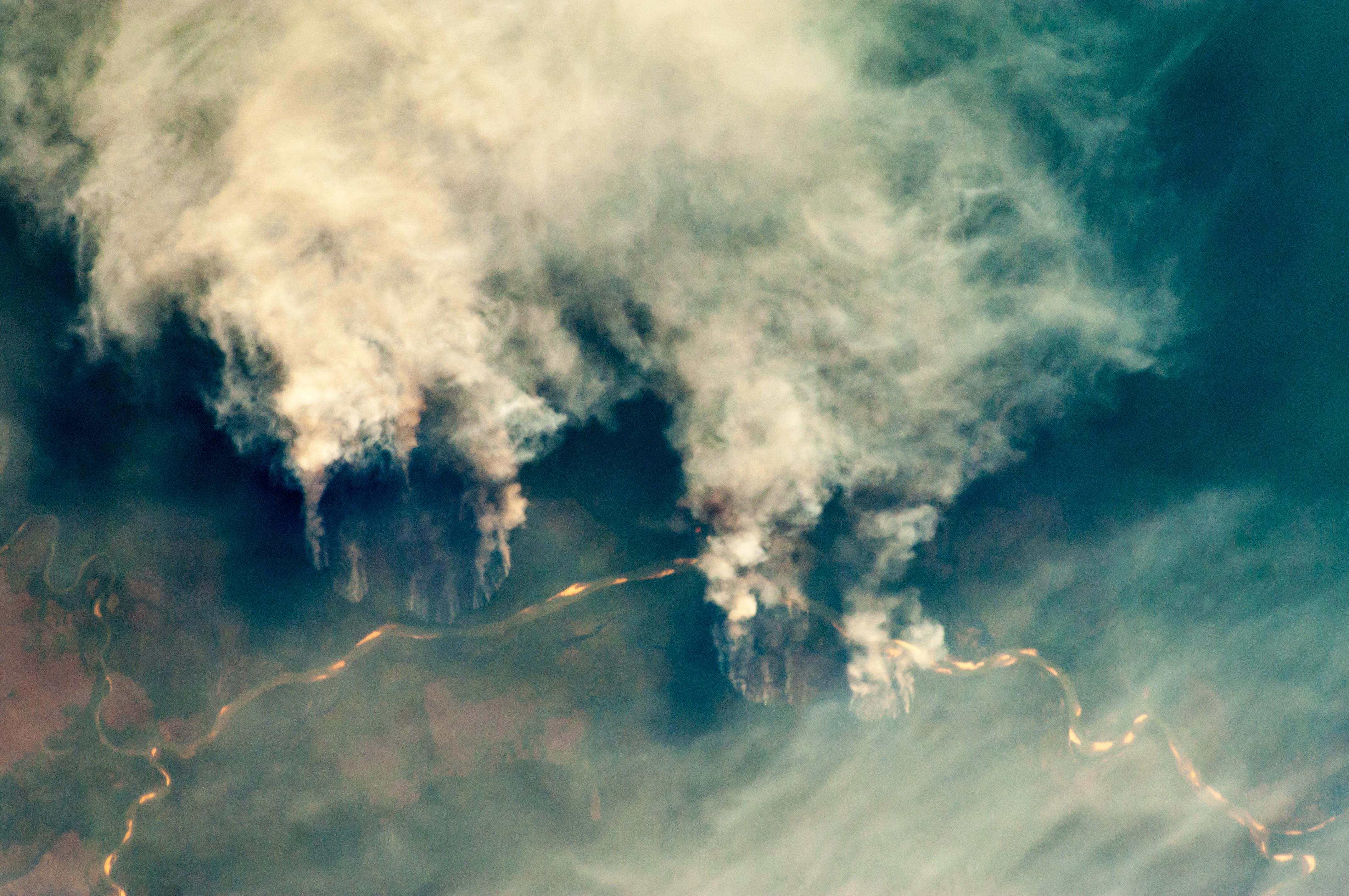
ブラジルのリオシングー川沿いの焼畑による森林破壊は、土地に対する先住民の権利と、より大きな健全な環境への権利の両方を危険にさらしている。アマゾンの森林を森林破壊から保護するColumbian' Climate caseのような判例は、歴史的に自然の権利と子供の権利に依存してきた。健全な環境への権利は、追加の保護を提供する。

ブラジルのリオシングー川沿いの焼畑による森林破壊は、土地に対する 先住民の権利と、より大きな健全な環境への権利（エコサイド）の両方を危険にさらしている。 アマゾンの森林を森林破壊から保護するColumbian' Climate caseのような判例は、歴史的に自然の権利と子供の権利に依存してきた。
健全な環境への権利による、法的または国際的な保護の影響を経験的に決定することは困難であるす。国連特別報告者のジョン・ノックスは、国の憲法や国連によって健全な環境への権利の成文化は、人権という言葉を追加することによって、国際法のギャップを埋め、国際的な施行の基盤を強化し、国家レベルでの環境パフォーマンスを改善することで、環境保護の取り組みに影響を与える可能性があると示唆している。さらに、ノックスは、権利は西洋の植民地主義のイデオロギーのトップダウンの押し付け（これは既存の人権の教義に対する批判である）ではないので、むしろグローバル・サウスを起源とする人権法へのボトムアップの貢献となり、健全な環境への権利を確立するが、人権法自体の理解に影響を与える可能性があることも示唆している。